# (ε, δ)-definice limity

Pokud se bod x nachází v δ jednotkách kolem bodu c, pak se f(x) nachází v ε jednotkách kolem L.

V kalkulu je (ε, δ)-definice limity („epsilon–delta definice limity“) formalizace pojetí limit. Název vznikl podle Augustina-Louise Cauchyho, který sice nikdy neformuloval {\displaystyle (\varepsilon ,\delta )} definici limity ve svém Cours d'Analyse, ale občas používal {\displaystyle \varepsilon ,\delta } argumenty ve svých důkazech. Poprvé byla formalizována Bernardem Bolzanem v roce 1817 a definitivní moderní znění nakonec poskytl Karl Weierstrass. Tato definice dělá následující neformální výrok rigorózním: závislý výraz f(x) se blíží hodnotě L, zatímco se proměnná x blíží hodnotě c, pokud f(x) může být libovolně blízko k L, když x je dostatečně blízko k c.

## Historie
I když již Řekové zkoumali limitní procesy, jako je Babylónská metoda, nejspíš neměli žádný koncept podobný moderní limitě. Potřeba tohoto konceptu se objevila v 17. století, kdy se Pierre de Fermat pokusil najít sklon tečny v bodě funkce jako třeba {\displaystyle f(x)=x^{2}.} Použití nenulové, ale téměř nulové kvantity, značené {\displaystyle E,} Fermat provedl následující výpočet:
{\displaystyle {\begin{aligned}{\rm {sklon}}&={\frac {f(x+E)-f(x)}{E}}\\&={\frac {(x+E)^{2}-x^{2}}{E}}\\&={\frac {x^{2}+2xE+E^{2}-x^{2}}{E}}\\&={\frac {2xE+E^{2}}{E}}\\&=2x+E=2x.\end{aligned}}}
Klíčem k výše uvedenému výpočtu je, že ježto {\displaystyle E} je nenulové, takže lze dělit, ale jelikož je zároveň blízko 0, {\displaystyle 2x+E} je vlastně {\displaystyle 2x.} Kvantity jako např. {\displaystyle E} jsou nazývány infinitezimály. Problémem takového výpočtu bylo, že matematici tehdejší doby nebyli schopni důsledně definovat takovou hodnotu s vlastnostmi {\displaystyle E} i když bylo běžnou praxí „zanedbat“ infinitezimály s vyšší mocninou a zdálo se, že výsledky takových výpočtů jsou správné.
Tento problém se objevil později v letech 1600 v ústředí vývoje kalkulu, protože postupy, jako byl ten Fermatův, jsou důležité pro výpočet derivací. Isaac Newton vyvinul první infinitezimální kalkulus pomocí tzv. fluxionů. Vyvinul je v souvislosti s myšlenkou „nekonečně krátkého časového okamžiku…“ Později Newton nicméně fluxiony odmítl ve prospěch teorie poměrů, která je blízká moderní {\displaystyle (\varepsilon ,\delta )} definici limity. Newton si byl navíc vědom, že limita poměru zmenšujících se veličin ve skutečnosti sama poměrem nebyla, jak napsal:
Tyto poměry … ve skutečnosti nejsou poměry konečných veličin, ale limit … kterým se mohou přiblížit tak těsně, že jejich rozdíl je menší než jakékoli dané množství…
Newton navíc příležitostně limity vysvětlil podobným způsobem, jako je epsilon–delta definice. Gottfried Wilhelm Leibniz vyvinul vlastní infinitezimální počet a snažil se jej upevnit na rigorózním základu, ale stále tím některé matematiky a filozofy neuspokojil.
Augustin-Louis Cauchy podal definici limity pomocí primitivnějšího konceptu, tzv. variabilního množství. Nikdy limitu nedefinoval pomocí epsilon–delta definice (Grabiner 1981). Některé z Cauchyho důkazů obsahují známky epsilon–delta metody. Zda jeho přístup může či nemůže být považován za předzvěst Weierstrasse, je předmětem sporů. Grabiner si myslí, že ano, zatímco Schubring (2005) nesouhlasí. Nakane dospívá k závěru, že Cauchy i Weierstrass dali stejný název různým pojetím limity.
Nakonec přichází Bolzano a Weierstrass, kteří jsou považováni za první, kteří dali kalkulu pevný základ v podobě moderní {\displaystyle \varepsilon -\delta } definice limity. Potřeba odvolat se na nekonečně malé {\displaystyle E} byla odstraněna a Fermatův výpočet se změnil na výpočet následující limity:
{\displaystyle \lim _{h\rightarrow 0}{\frac {f(x+h)-f(x)}{h}}.}
Nelze však říci, že byla tato definice limity bez problémů, jelikož i když odstranila nutnost infinitezimál, vyžadovala konstrukci reálných čísel podle Richarda Dedekinda. Také je nutno dodat, že infinitezimály mají také své místo v moderní matematice, neboť je byli později matematici schopni rigorózně definovat pomocí hyperreálných čísel nebo nadreálných čísel. Navíc je pomocí nich také možné vytvořit kalkulus a mají i další matematická použití.

## Neformální znění
Dobrá intuitivní nebo zástupná definice je, že „funkce f se blíží k limitě L blízko a (symbolicky, {\displaystyle \lim _{x\rightarrow a}f(x)=L} ) pokud lze dostat f(x) libovolně blízko k L tak, že vyžadujeme, aby x bylo dostatečně blízko k, ale různé od, a.“
Tím, že jsou dvě hodnoty blízko sebe (např. f(x) a L nebo x a a), myslíme, že vzdálenost mezi nimi je malá. Když jsou f(x), L, x, a a reálná čísla, vzdálenost mezi dvěma z nich je absolutní hodnota z jejich rozdílu. To znamená, že když říkáme, že f(x) je blízko k L, myslíme tím, že {\displaystyle |f(x)-L|} je malá. Když říkáme, že x a a jsou blízko, myslíme tím, že {\displaystyle |x-a|} je malá.
Když říkáme, že můžeme dostat f(x) libovolně blízko k L, myslíme tím, že pro všechny nenulové vzdálenosti {\displaystyle \varepsilon } můžeme vzdálenost mezi f(x) a L udělat menší než {\displaystyle \varepsilon .}
Když říkáme, že můžeme dostat f(x) libovolně blízko k L s tím, že x musí být dostatečně blízko k, ale různé od, a, myslíme tím, že pro každou nenulovou vzdálenost {\displaystyle \varepsilon } existuje nějaká nenulová vzdálenost {\displaystyle \delta } taková, že je-li vzdálenost x od a menší než {\displaystyle \delta } pak vzdálenost mezi f(x) a L je menší než {\displaystyle \varepsilon .}
Podstatou definice je, že pro jakoukoliv „výzvu“ {\displaystyle \varepsilon >0} pro dané f, a a L, se musí najít {\displaystyle \delta >0} takové, že pokud {\displaystyle 0<|x-a|<\delta ,} pak z toho plyne, že {\displaystyle 0<|f(x)-L|<\varepsilon .} Pokud lze najít takovou odpověď na jakoukoli výzvu, pak bylo dokázáno, že limita existuje.

## Přesná definice a podobné výroky

### Přesná definice pro reálné funkce
{\displaystyle (\varepsilon ,\delta )} definice limity funkce je následující:
Nechť {\displaystyle f} je reálná funkce definovaná na podmnožině {\displaystyle D} reálných čísel. Nechť {\displaystyle c} je mezní bod {\displaystyle D} a nechť {\displaystyle L} je reálné číslo. Pak říkáme, že
{\displaystyle \lim _{x\rightarrow c}f(x)=L,}
pokud pro každé {\displaystyle \varepsilon } existuje {\displaystyle \delta } taková, že pro všechna {\displaystyle x\in D,} pokud {\displaystyle 0<|x-c|<\delta ,} pak {\displaystyle 0<|f(x)-L|<\varepsilon .}
Symbolicky:
{\displaystyle \lim _{x\rightarrow c}f(x)=L\Longleftrightarrow (\forall \varepsilon >0,\exists \delta >0,\forall x\in D,0<|x-c|<\delta \implies 0<|f(x)-L|<\varepsilon ).}
Pokud {\displaystyle D=[a,b]} nebo {\displaystyle D=\mathbb {R} ,} pak je podmínka, že {\displaystyle c} je mezní bod, je automaticky splněna, protože každý uzavřený reálný interval a celá reálná osa jsou dokonalé množiny.

### Přesná definice pro funkce mezi metrickými prostory
Tuto definici lze zobecnit i na funkce, které jsou zobrazením mezi metrickými prostory. Tyto prostory nesou funkci zvanou metrika, která bere dva body v tomto prostoru a vrací reálné číslo, které představuje vzdálenost mezi nimi. Zobecněná definice pak zní:
Nechť {\displaystyle f} je zobrazení z podmnožiny {\displaystyle D} metrického prostoru {\displaystyle X} s metrikou {\displaystyle d_{X}(x,y)} do metrického prostoru {\displaystyle Y} s metrikou {\displaystyle d_{Y}(x,y).} Nechť {\displaystyle c} je mezní bod {\displaystyle D} a nechť {\displaystyle L} je bod v {\displaystyle Y.}
Pak říkáme, že
{\displaystyle \lim _{x\rightarrow c}f(x)=L}
pokud pro každé {\displaystyle \varepsilon >0} existuje {\displaystyle \delta >0} takové, že pro všechna {\displaystyle x\in D,} pokud {\displaystyle 0<d_{X}(x,c)<\delta ,} pak {\displaystyle 0<d_{Y}(f(x),L)<\varepsilon .}
Jelikož {\displaystyle d(x,y)=|x-y|} je metrika na reálných číslech, lze dokázat, že tato definice zobecňuje první definici pro reálné funkce.

### Negace definice
Negace této definice je následující:
Nechť {\displaystyle f} je zobrazení z podmnožiny {\displaystyle D} metrického prostoru {\displaystyle X} s metrikou {\displaystyle d_{X}(x,y)} do metrického prostoru {\displaystyle Y} s metrikou {\displaystyle d_{Y}(x,y).} Nechť {\displaystyle c} je mezní bod {\displaystyle D} a nechť {\displaystyle L} je bod v {\displaystyle Y.}
Pak říkáme, že
{\displaystyle \lim _{x\rightarrow c}f(x)\neq L}
pokud existuje {\displaystyle \varepsilon >0} takové, že pro všechna {\displaystyle \delta >0} existuje {\displaystyle x\in D} takové, že {\displaystyle 0<d_{X}(x,c)<\delta } a {\displaystyle d_{Y}(f(x),L)>\varepsilon .}
Říkáme, že {\displaystyle \lim _{x\rightarrow c}f(x)} neexistuje, pokud pro všechna {\displaystyle L\in Y,\ \lim _{x\rightarrow c}f(x)\neq L.}
Pro negaci definice pro reálnou funkci definovanou na reálných číslech lze jednoduše dosadit {\displaystyle d_{X}(x,y)=d_{Y}(x,y)=|x-y|.}

### Přesná definice pro limitu vnevlastním bodě
Přesná definice pro nekonečné limity je následující:
Nechť {\displaystyle f} je zobrazení z podmnožiny {\displaystyle D} metrického prostoru {\displaystyle X} s metrikou {\displaystyle d_{X}(x,y)} do metrického prostoru {\displaystyle Y} s metrikou {\displaystyle d_{Y}(x,y).} Nechť {\displaystyle L\in Y.}
Pak říkáme, že
{\displaystyle \lim _{x\rightarrow \infty }f(x)=L}
pokud pro každé {\displaystyle \varepsilon >0} existuje reálné číslo {\displaystyle N>0} takové, že existuje {\displaystyle x\in D} takové, že {\displaystyle d_{X}(x,0)>N,} a že pokud {\displaystyle d_{X}(x,0)>N} a {\displaystyle x\in D,} pak {\displaystyle d_{Y}(f(x),L)<\varepsilon .}

## Vypracované příklady

### Příklad 1
Ukážeme, že
{\displaystyle \lim _{x\rightarrow 0}x\cdot \sin \left({\frac {1}{x}}\right)=0} .
Nechť máme dané {\displaystyle \varepsilon >0.} Musíme najít {\displaystyle \delta >0} takové, že pokud {\displaystyle |x-0|<\delta ,} pak {\displaystyle \left|x\cdot \sin \left({\frac {1}{x}}\right)-0\right|<\varepsilon .}
Jelikož sinus je shora omezený na 1 a zdola na -1, platí
{\displaystyle {\begin{aligned}\left|x\cdot \sin \left({\frac {1}{x}}\right)-0\right|&=\left|x\cdot \sin \left({\frac {1}{x}}\right)\right|\\&=|x|\left|\sin \left({\frac {1}{x}}\right)\right|\\&\leq |x|.\end{aligned}}}
Pokud tedy vezmeme {\displaystyle \delta =\varepsilon ,} pak pokud {\displaystyle |x|=|x-0|<\delta ,} tak {\displaystyle \left|x\cdot \sin \left({\frac {1}{x}}\right)-0\right|\leq |x|<\delta =\varepsilon ,} což dokončuje důkaz.

### Příklad 2
Dokažme tvrzení, že
{\displaystyle \lim _{x\rightarrow a}x^{2}=a^{2}}
pro libovolné reálné číslo {\displaystyle a} .
Nechť máme dané {\displaystyle \varepsilon .} Najdeme {\displaystyle \delta } takové, že pokud {\displaystyle |x-a|<\delta ,} pak {\displaystyle \left|x^{2}-a^{2}\right|<\varepsilon .}
Začneme rozkladem na součin:
{\displaystyle \left|x^{2}-a^{2}\right|=|(x+a)(x-a)|=|x+a|\cdot |x-a|}
Všimněme si, že {\displaystyle |x-a|} je činitel shora ohraničený {\displaystyle \delta ,} takže za mez můžeme určit 1 a později pro {\displaystyle \delta } vzít něco menšího.
Inu předpokládejme, že {\displaystyle |x-a|<1.} Jelikož {\displaystyle |x|-|y|\leq |x-y|} platí pro obecná reálná čísla {\displaystyle x} a {\displaystyle y,} máme
{\displaystyle |x|-|a|\leq |x-a|<1}
Takže
{\displaystyle |x|<1+|a|.}
A tedy podle trojúhelníkové nerovnosti:
{\displaystyle |x+a|\leq |x|+|a|<2|a|+1.}
Pokud tedy budeme dále předpokládat, že
{\displaystyle |x-a|<{\frac {\varepsilon }{2|a|+1}},}
pak
{\displaystyle \left|x^{2}-a^{2}\right|<\varepsilon .}
Nakonec tedy stanovíme
{\displaystyle \delta =\min \left(1,{\frac {\varepsilon }{2|a|+1}}\right).}
Takže pokud {\displaystyle |x-a|<\delta ,} pak
{\displaystyle {\begin{aligned}\left|x^{2}-a^{2}\right|&=|x+a|\cdot |x-a|\\&<{\frac {\varepsilon }{2|a|+1}}\cdot |x+a|\\&<{\frac {\varepsilon }{2|a|+1}}\cdot (2|a|+1)\\&=\varepsilon .\end{aligned}}}
Našli jsme tedy takové {\displaystyle \delta ,} že pokud {\displaystyle |x-a|<\delta ,} pak {\displaystyle |x^{2}-a^{2}|<\varepsilon .} Ukázali jsme tedy, že
{\displaystyle \lim _{x\rightarrow a}x^{2}=a^{2}}
pro jakékoliv reálné číslo {\displaystyle a.}

### Příklad 3
Dokažme, že
{\displaystyle \lim _{x\rightarrow 5}3x-3=12.}
Nejlépe je to vidět pomocí grafického znázornění limity, které se tím stává pevným základem pro důkaz. Podle formální definice výše je limitní výrok platný, právě když pokud omezíme {\displaystyle x} na {\displaystyle \delta } jednotek od {\displaystyle c,} nevyhnutelně tím také omezíme {\displaystyle f(x)} na {\displaystyle \varepsilon } jednotek od {\displaystyle L.} V tomto konkrétním případě to znamená, že tvrzení je pravdivé, právě když omezení {\displaystyle x} na {\displaystyle \delta } jednotek od 5 nevyhnutelně omezí
{\displaystyle 3x-3}
na {\displaystyle \varepsilon } jednotek od 12. Klíčem k odhalení této implikace je ukázat, jak jsou {\displaystyle \varepsilon } a {\displaystyle \delta } k sobě navzájem vztaženy tak, že implikace platí. Matematicky chceme ukázat, že
{\displaystyle |x-5|<\delta \implies |(3x-3)-12|<\varepsilon .}
Po zjednodušení, rozkladu na součin a dělení třemi na pravé straně implikace dostaneme
{\displaystyle |x-5|<{\frac {\varepsilon }{3}},}
což okamžitě splňuje podmínku, pokud zvolíme
{\displaystyle \delta ={\frac {\varepsilon }{3}}.}
Tím je důkaz dokončen. Klíčem k důkazu spočívá v tom, zvolit mez pro {\displaystyle x} a následně najít odpovídající mez pro {\displaystyle f(x),} které se v tomto případě lišily o činitel 3, který plyne ze sklonu 3 přímky
{\displaystyle y=3x-3.}

## Spojitost
Funkce f je spojitá na c, pokud je na c definovaná a její hodnota se na c rovná limitě f, když se x blíží c:
{\displaystyle \lim _{x\rightarrow c}f(x)=f(c).}
Pokud by byla podmínka {\displaystyle 0<|x-c|} z definice limity vynechána, pak by byl požadavek, že f(x) má limitu na c, stejný jako vyžadovat, aby bylo f(x) na c spojité.
f je spojitá na intervalu I, pokud je spojitá v každém bodě c náležícím I.

## Srovnání sinfinitezimální definicí
Keisler dokázal, že hyperreálná definice limity snižuje kvantifikátorovou složitost o dva kvantifikátory. A sice, že {\displaystyle f(x)} konverguje k limitě L, když se {\displaystyle x} blíží k a, právě když pro každou infinitezimálu e je hodnota {\displaystyle f(x+e)} nekonečně blízko k L; viz mikrokontinuitu pro související definici spojitosti, v podstatě podané Cauchym. Učebnice infinitezimálního počtu založené na Robinsonově přístupu poskytují definice spojitosti, derivace a integrálu ve standardní formě pomocí infinitezimál. Jakmile byly pojmy jako kontinuita důkladně vysvětleny pomocí mikrokontinuity, přístup pomocí epsilon–delta je představen také. Karel Hrbáček tvrdí, že definice spojitosti, derivace a integrace v Robinsonově nestandardní analýze se musí opírat o ε–δ metodu za účelem ošetření i nestandardní vstupní hodnoty. Błaszczyk a další tvrdí, že mikrokontinuita je užitečná v rozvoji jasné definice stejnoměrné spojitosti a považuje Hrbáčkovu kritiku za „pochybné naříkání“. Hrbáček navrhuje alternativní nestandardní analýzu, která má (na rozdíl od Robinsona) mnoho „úrovní“ infinitezimál, takže limity na jedné úrovni mohou být definovány pomocí infinitezimál další úrovně.